# Papigašice
Papigašice (lat. Psittaciformes) su red u razredu ptica.

## Porijeklo imena
Naziv Psittaciformes je izvedeno iz antičkog Psittacus/Sittacus, koji potiče od Staroindijskog zbirnog naziva. Naziv je stigao zajedno s prvim uvozom papiga u Europu u vrijeme Aleksandra Velikog. Drugi nazivi, kao što su kakadu i ara, isto tako zbirni su nazivi i potiču ili iz jezika zemlje porijekla životinje ili su u geografskom odnosu s porijeklom (Amazonska papiga). Međutim, porijeklo imena papiga nije jasno.

## Sistematika
Kako rasporediti papige unutar reda je jednako sporno kao i kod velikog broja dugih grupa ptica, odnosno, postoji veliki broj jednakovrijednih prijedloga. U redu postoji točno 350 vrsta s oko 850 podvrsta. Pretežno žive u tropskim i suptropskim područjima gdje, ako je to na južnoj polutci, nastanjuju kopno do krajnjih južnih područja. Papige koje žive u tim područjima, naročito u Australiji i Južnoj Americi, na odgovarajući način su prilagođene hladnoći.
Papige se hrane pretežno biljnom hranom kao što su voće, sjemenke, cvijeće, lišće, kora i korjenje uz dodatak neke količine hrane životinjskog porijekla, prije svega kukaca i njihovih larvi, a koliki je taj udio, ovisi o vrsti papiga. Čini se, da bez problema podnose određenu količinu biljnih otrova koji su sadržani u hrani. Gotovo sve vrste papiga se gnijezde u dupljama, prije svega u stablima, ali i u zemlji i termitnjacima. Jedna vrsta njeguje zajedničko gniježđenje.

## Osobine
Osobine zajedničke svim papigama su stopalo prilagođeno penjanju, dva prsta su okrenuta prema naprijed a dva prema natrag, te papagajski kljun. Dva kraća prsta, I i II su orijentirani prema sredini tijela ptice, a oba duža prsta, III i IV, prema van.
Veliki broj vrsta papiga prinosi hranu stopalom do kljuna, što je kod drugih vrsta ptica rijedak izuzetak. Drugo vrlo važno obilježje papiga je njihov kljun. Prilagođen je velikom broju raznih aktivnosti. One mogu svojim kljunom grickati, slamati ljuske, držati, rasjeći, piti nektar....Papige koje se hrane nektarom, kao lori, imaju jezik oblikovan poput kista koji dobro služi uzimanju tekućine.

## Povijest razvoja
Fosili papigašica nađeni su prije svega u Europi, no to govori više o arheološkoj istraženosti područja, nego o njihovoj rasprostranjenosti tijekom geoloških razdoblja. Prve poznate papagajke koje su sigurno preci papiga nađeni su u Njemačkoj a potiču iz eocena. To su bile životinje veličine tigrica i već su imale papagajsko stopalo, ali su umjesto papagajskog kljuna još imale kljun prilagođen sjemenju. Dokazi o postojanju prvih "pravih" papiga potiču iz miocena, a nađeni su u Francuskoj. Ali podroban tijek njihove evolucije je u velikoj mjeri još uvijek nejasan.

## Povijest držanja papiga u zatočeništvu
Još od vremena antike je poznato, da su neke vrste papiga, kao sive papige, u Europi držane u zatočeništvu. U srednjem vijeku su papige držane na dvorovima kao luksuzne životinje, a s razdobljem velikih otkrića sve više životinja stiže u Europu kao domaće životinje gdje držanje papiga postaje statusni simbol i razvija se u hobi. Profesionalni uzgoj papiga u zatočeništvu počinje se polagano razvijati od kraja 19. stoljeća a širi se i kao hobi u širim slojevima pučanstva. To je dovelo do komercijalnog masovnog uzgoja papiga kao i ponude raznih potrepština, kao što su hrana, gajbice, knjige, časopisi ali i specijalna veterinarska ponuda. Danas živi oko 50 milijuna papiga u zatočeništvu, dijelom i, na žalost, u uvjetima koji nisu primjereni. Broj papiga svih vrsta zajedno koje žive slobodno, procjenjuje se isto tako na oko 50 milijuna jedinki.
Neke vrste papiga su uništenjem njihovih staništa i izlovom za prodaju već istrijebljene, a druge su kratko pred tim. Zato držanje i trgovina papigama podliježe propisima o zaštiti vrsta.
No, postoji i suprotni trend, širenje papiga koje su pobjegle ili su namjerno puštene iz zatočeništva. Neke vrste su uspjele izgraditi stabilne populacije u njima potpuno stranom okolišu, najčešće u gradovima. Najbolje su to uspjele male aleksandre (Psittacula krameri) i opatice (Myiopsitta monachus).

## Govor i inteligencija
Uz gavrane i žune, papige su ptice s najvećom inteligencijom. U Europi su papige poznate prije svega kao životinje koje je moguće naučiti govoriti. Međutim, mnogi stručnjaci za papige smatraju, da je kod papiga "govor" jedan oblik poremećaja u ponašanju. 

## Razdioba
- Porodica Cacatuidae Gray, 1840 -
- Porodica Psittacidae Rafinesque, 1815 -
- Porodica Loriidae Gray, 1821
- Porodica Strigopidae
- Porodica Messelasturidae Mayr 2005 †
- Porodica Quercypsittidae Mourer-Chauviré, 1992 †

### Rodovi
- Porodica Cacatuidae: - Cacatua, Callocephalon, Eolophus, Probosciger
- †Porodica Messelasturidae Mayr 2005 : Messelastur, Tynskya
- †Rod Mopsitta Waterhouse et al. 2008
- †Rod Namapsitta Mourer-Chauvire et al. 2015
- Porodica Pseudasturidae: Pseudastur
- Porodica: Psittacidae: Amazona, Anodorhynchus, Ara, Aratinga, Archaeopsittacus †, Bavaripsitta †, Bolborhynchus, Brotogeris, Calyptorhynchus, Conuropsis †, Cyanoliseus, Cyanopsitta, Deroptyus, Diopsittaca, Enicognathus, Eupsittula, Forpus, Graydidascalus, Guaruba, Hapalopsittaca, Leptosittaca, Mascarinus, Myiopsitta, Nandayus, Nannopsittaca, Nymphicus, Ognorhynchus, Orthopsittaca, Pionites, Pionopsitta, Pionus, Poicephalus, Primolius, Psilopsiagon, Psittacus, Psittrichas, Pyrrhura, Rhynchopsitta, Touit, Triclaria, Xenopsitta†
- Porodica Psittaculidae: Agapornis, Alisterus, Aprosmictus, Barnardius, Bolbopsittacus, Chalcopsitta, Charmosyna, Coracopsis, Cyanoramphus, Cyclopsitta, Eclectus, Eos, Eunymphicus, Geoffroyus, Glossopsitta, Lathamus, Lophopsittacus †, Loriculus, Lorius, Mascarinus †, Melopsittacus, Micropsitta, Necropsittacus †,Neophema, Neopsephotus, Neopsittacus, Northiella, Oreopsittacus, Pezoporus, Phigys, Platycercus, Polytelis, Prioniturus, Prosopeia, Psephotus, Pseudeos, Psittacella, Psittacula, Psittaculirostris, Psitteuteles, Psittinus, Purpureicephalus, Tanygnathus, Trichoglossus, Vini
- Porodica Strigopidae: Nestor, Strigops, Nelepsittacus †

Psittaciformes incertae sedis
- Porodica Halcyornithidae †: Cyrilavis, Halcyornis, Pulchrapollia, Serudaptus
- Rod Psittacopes †
- Porodica Quercypsittidae †: Paleopsittacus, Quercypsitta
- Porodica Vastanavidae †: Vastanavis

## Vanjske poveznice
- Araproject
- Tinkerbell - a flighted CAG parrot in Taiwan and how to keep a flighted grey parrot at home